# Pointe ʻĀpua
La pointe ʻĀpua, en anglais ʻĀpua Point, est un petit cap des États-Unis situé à Hawaï, sur l'île du même nom.

## Géographie

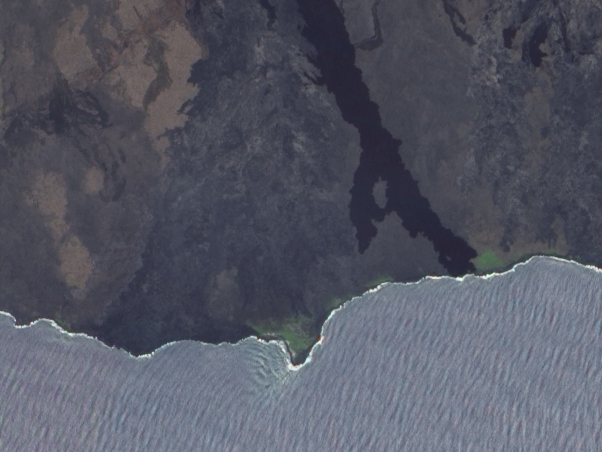
Image satellite de la pointe ʻĀpua.

La pointe ʻĀpua est située aux États-Unis, dans le Sud de l'archipel, de l'île et de l'État d'Hawaï, sur le littoral du Kīlauea, au sud-sud-est de son sommet,. Elle est incluse dans le parc national des volcans d'Hawaï et fait partie du district de Kaʻū du comté d'Hawaï.
Le cap est accessible uniquement à pied via le Puna Coast Trail, un sentier de randonnée longeant une partie de la côte pacifique du volcan. Depuis l'est, la pointe est distante de 10,6 kilomètres de la Chain of Craters Road et vers l'ouest, 5 kilomètres la séparent de Keauhou, un site de bivouac au croisement de plusieurs sentiers de randonnée. La pointe, qui s'avance vers le sud en forme de triangle dans l'océan Pacifique, est couverte de cocotiers et est entourée de coulées de lave datant de 1973 et émises par le Mauna Ulu. La baignade est possible mais les puissants courants marins et les marées la rendent dangereuse.